# Emanuel Abbühl
Emanuel Abbühl (* 1959 in Bern) ist ein Schweizer Oboist, Dirigent und Oboen-Pädagoge.

## Leben
Abbühl studierte Oboe bei André Lardrot in Basel und Heinz Holliger in Freiburg im Breisgau. 1986 gewann er den 3. Preis beim Internationalen Musikwettbewerb Prager Frühling in Tschechien sowie Auszeichnungen bei den internationalen Wettbewerben 1981 in München (ARD-Musikwettbewerb) und 1982 in Genf.
Abbühl war ab 1992 Solo-Oboist des Basler Sinfonieorchesters, ab 1997 Solo-Oboist beim Rotterdams Philharmonisch Orkest und wechselte 2006 an die gleiche Position beim London Symphony Orchestra. Seit 1994 spielt er als Gastsolist beim Chamber Orchestra of Europe.
Emanuel Abbühl unterrichtete seit 1988 am Rotterdams Conservatorium, 2005 wurde er Professor an der Staatlichen Hochschule für Musik in Mannheim sowie Professor an der Hochschule für Musik Basel.
Meisterkurse betreute er in Japan, Korea, Paris (CNSM), Deutschland, Spanien, in Melbourne (Australian National Academy), Mexico (Universidad Nacional), London (Royal Academy of Music) und Manchester (Northern College).

## Diskografie
Emanuel Abbühl nahm 2004 mit der Amsterdam Sinfonietta Antonio Vivaldis Oboenkonzerte auf.